# Cuctiepa
Cuctiepa är en ort i Mexiko.   Den ligger i kommunen Tumbalá och delstaten Chiapas, i den sydöstra delen av landet, 800 km öster om huvudstaden Mexico City. Cuctiepa ligger 195 meter över havet och antalet invånare är 781.
Terrängen runt Cuctiepa är huvudsakligen kuperad, men söderut är den bergig. Runt Cuctiepa är det ganska tätbefolkat, med 56 invånare per kvadratkilometer. Närmaste större samhälle är Jerusalén, 14,1 km nordost om Cuctiepa. I omgivningarna runt Cuctiepa växer i huvudsak städsegrön lövskog.